# The space lady
Susan Dietrich Schneider, känd som The Space Lady (TSL) (och även som Susan Dietrich och Suzy Soundz), född 1948 i Pueblo, Colorado, USA är en sångerska, musiker och kompositör inom genrerna synthpop och psykedelisk pop (och enligt henne själv "Outsider music").

## Karriär
Från 1970- och 1980-talet var hon gatumusiker i Boston, Massachusetts och San Francisco, Kalifornien. Under senare år har hon gjort turnéer i Nordamerika, Argentina och Europa (Holland, Norge, Storbritannien, Sverige och Tyskland).

## Musik
The Space Lady är troligen mest känd för covers, exempelvis av Ghost Riders In The Sky och Major Tom, men sjunger även sånger komponerade av exmaken Joel Dunsany (1949–2013), samt sånger komponerade av henne själv.

## Priser och utmärkelser
År 2014 uppmärksammades hon då albumet "The Space Lady's Greatest Hits" hamnade på The Guardians lista över de 101 märkligaste albumen på Spotify. Samma album finns även på New Musical Expresss 101 albums to hear before you die.

## Privatliv
The Space Lady växte upp i Las Animas i Colorado. År 2000 slutade hon spela, lämnade San Francisco och begav sig till La Junta, Colorado för att ta hand om sina åldriga föräldrar. Under den tiden studerade hon också vid Otero Junior College och blev senare legitimerad sjuksköterska (RN) och började arbeta på ett vårdhem. Hon bor alltjämt i La Junta, Colorado, och är sedan 2009 gift med Eric Schneider (som är kompositör, sångare och manager). Sedan många år tillbaka är hon vegetarian.

## Diskografi
Album
- 1990 – The Space Lady by Amazing Thingz
- 2004 – Street-level Superstar (Owed to Boston)
- 2013 – The Space Lady's Greatest Hits[3]
- 2015 – The Space Lady And Burnt Ones (delad album: The Space Lady / Burnt Ones)
- 2016 – The Space Lady's Back!
- 2016 – Live In Dynamo Turku, Finland
- 2018 – Space Lady Has Landed
- 2018 – On The Street Of Dreams

Singlar
- 2013 – "Major Tom" / "Radar Love"